# Вау (Португалия)
Вау (порт. Vau) — район (фрегезия) в Португалии, входит в округ Лейрия. Является составной частью муниципалитета Обидуш. По старому административному делению входил в провинцию Эштремадура. Входит в экономико-статистический субрегион Оэште, который входит в Центральный регион. Население составляет 875 человек на 2001 год. Занимает площадь 32,90 км².
Покровителем района считается Дева Мария (порт. Nossa Senhora das Dores).